# 斯里赛拉姆古德姆德瓦斯塔纳姆
斯里赛拉姆古德姆德瓦斯塔纳姆（Srisailamgudem Devasthanam），是印度安得拉邦Kurnool县的一个城镇。总人口6854（2001年）。

## 人口
该地2001年总人口6854人，其中男性3531人，女性3323人；0—6岁人口950人，其中男483人，女467人；识字率53.97%，其中男性为64.83%，女性为42.43%。